# Astragalus numidicus
Astragalus numidicus es una especie de planta herbácea perteneciente a la familia de las leguminosas. Es originaria del Norte de África.

## Distribución y hábitat
Se encuentra entre las arena y oueds, de Marruecos, Túnez, Libia y Argelia .

## Taxonomía
Astragalus numidicus fue descrita por  Coss. & Durieu ex Murb. y publicado en Acta Universitatis Lundensis 33(12): 74. 1897.
Etimología
Astragalus: nombre genérico derivado del griego clásico άστράγαλος y luego del Latín astrăgălus aplicado ya en la antigüedad, entre otras cosas, a algunas plantas de la familia Fabaceae, debido a la forma cúbica de sus semillas parecidas a un hueso del pie.
numidicus: epíteto geográfico que alude a su localización en Numidia.
sinonimia
- Acanthyllis numidica (Coss. & Durieu) Pomel (1874)
- Astragalus fontanesii subsp. numidicus (Coss. & Durieu) Maire
- Anthyllis numidica Coss. & Durieu (1857)
- Astragalus armatus var. libycus Pamp.
- Astragalus armatus subsp. numidicus (Coss. & Durieu ex Murb.) Tietz[4]